# 筋 (麻雀)
筋（スジ）とは、麻雀における基本用語のひとつで、「あいだに2牌挟んだ2種類の牌」を1セットとして捉えた概念である。すなわち、例えば2と3を挟んだ1と4、3と4を挟んだ2と5、などを、それぞれ1-4のスジ、2-5のスジなどと言う。本稿ではスジおよびスジに関連する用語や概念について概説する。

## 単にスジと言った場合のスジ
麻雀では、順に並んだ連続する3つの牌を1つの面子とする。これを順子と言う。順子になる一段階前の状態を搭子と言うが、そのうち隣り合う2つの牌でできた搭子で、1と9を含まない搭子を、両門搭子（リャンメンターツ）と言う。両門搭子にあと1牌くれば順子が完成するが、その「あと1牌」のことをスジと言う。以下は両門搭子とそのスジの対応である。
 → （イースー）
 → （リャンウー）
 → （サブロー）
 → （スーチー）
 → （ウッパー）
 → （ローキュー）
以上の6種が基本となるスジである。
23の両門搭子に456の順子がくっついている場合、牌理により「あと1牌」が1種類増える。34に567がくっついている場合や、45に678がくっついている場合も同様である。以下3種はその対応である。なお、以下3種は「ピアノスジ」と呼ばれることもある。
 → （イースーチー）
 → （リャンウッパー）
 → （サブローキュー）
狭義には先に挙げた6種をスジと言い、広義には後に挙げた3種も含めてスジと言う。

## 表スジ
表スジ（おもてすじ）とは、要するに以下の3種のことである。すなわち、
に対すると
に対すると
に対すると
これが表スジである。相手が両門で待っている時、
捨て牌にがあれば待ちと待ちはない。同じく、
捨て牌にがあれば待ちと待ちはない。同じく、
捨て牌にがあれば待ちと待ちはない。
したがって表スジは安全牌・危険牌の分類においては比較的安全であるとされる。また、表スジを頼りに通っていない牌を切ることを「スジを追う」と言う。
なお、
に対するは表スジとは言わない。同じく、
に対する
に対する
に対する
に対する
に対する
以上6種、いずれも表スジとは言わない。これらは片スジ（かたすじ）もしくは鈍らスジ（なまくらすじ）と呼ばれる。また、に対する、に対する、に対するなどを、俗に「遠いスジ」と言うことがある。
歴史的には「表スジ」はもともと単に「スジ」と呼ばれていたが、のちに裏スジという用語が使われるようになったために、裏スジに対応して「表スジ」という表現が使われるようになった。

## 中スジ
中スジ（なかすじ）とは、要するに以下の3種のことである。すなわち、
とに対する
とに対する
とに対する
この3種が中スジである。中スジに該当する牌のことを筋心牌（きんしんぱい）と呼ぶこともある。

## スジ引っかけ
麻雀には、スジ（表スジ）は通りやすいという通念がある。それを逆手にとって、自分が既に河に捨てた牌のスジで待つことを「スジ引っかけ」「スジ待ち」と言う。
（例）モロひっかけ
   ツモ
ここからを切ってリーチすると、待ちはになる。すなわち、リーチ宣言牌のスジが待ちになっているリーチをモロ引っかけ（モロヒ、モロ掛け）と言う。
（例）中ひっかけ
 （切り番）   ドラ表示牌 
捨て牌 
ここからを切った場合、手の内にが残って待ちはとなり、河にとが並んでいるのでスジ待ちになる。
ここからを切った場合、手の内にが残って待ちはとなり、河にとが並んでいるのでスジ待ちになる。
このように、中スジで待つことを「中ひっかけ」と言う。
（例）あと引っかけ
   ドラ表示牌 
捨て牌 
リーチを掛けた時点では無スジの辺張待ちだが、リーチ後にを引いたことで結果的に引っかけ待ちになっている。このようなケースを「あと引っかけ」と言う。無論リーチ後に都合よく引っかけになる牌を引くとは限らないが、引いた場合は当然引かなかった場合より有利になる。特に相手が安全牌に窮した場合、との中スジであるや、の表スジであるやなどが出てくる可能性が高まると同時に、の表スジであるやが切り出される可能性も高くなる。
（例）スジ待ちにできる牌姿
   ツモ
捨て牌 
ここからを切った場合、
この形が最終形になって待ちはである。しかし、四筒ではなくを切った場合、
この形が最終形になって待ちはのエントツ三門張になる。自分の捨て牌にはがあり、待ちにが含まれるので、この形はスジ待ちとなる。
（例）七対子のスジ待ち
   ツモ     ドラ表示牌
捨て牌 
ドラの西を先に引いてテンパイした牌姿。河にと蒔いており、どちらの単騎に受けてもスジ待ちになる。ドラ3なのでリーチを掛けて跳満にしたいところだが、露骨に変則的な捨牌であり、上級者に七対子であることを看破されれば、スジ待ちといえど牌を止められる可能性はある。

## 無スジ
無スジ（むすじ）とは、文字通りスジになっておらず、通っていないスジのことである。例えば下のようなリーチが掛った時、
捨て牌 
   ツモ
この場合、自分の手の内にある牌でスジとなる牌はとの2種だけで、それ以外の手持ちの牌はすべて無スジである。もちろん相手の待ちになっているのはたいていの場合1種類か2種類、広くて3種類程度の牌であり、無スジが全て危険に見えるのは守勢に回った者の幻想である。しかし、たいていのリーチは無スジのうちのいずれかのスジが当たりになっていることが多い。（この通念を逆手にとってスジに該当する牌で待つのが「スジ待ち」「スジ引っかけ」である。このケースでは中ひっかけの待ちになっている可能性はある程度ある）

## 裏スジ
裏スジ（うらすじ）とは、ある牌の隣の牌のスジのことである。
捨て牌 
この捨て牌の場合、
の裏スジは
の裏スジは
の裏スジは
の裏スジは
の裏スジは
の裏スジは
裏スジが危険とされるのは、例えば手の内にとあれば、通常が切り出されての形つまりの受け入れが残るためである。特に序盤から中盤では、手牌の他の部分が伸びた場合、いつまでもの形を引っ張る（＝持ち続ける/手の内に温存する）必要はなくなり、不要なは遅かれ早かれ押し出される。また中盤以降でも、と持っているところにを引けば、当然受け入れの広くなる切りとなる。手の内に残るのはで、切り出されたに対し裏スジのが危険となる。つまり嵌張から両門に振り替わる時にも裏スジができる。これが、裏スジが危険とされるメカニズムである。
歴史的には、裏スジは古くから危険なスジであると認識されてはいたものの、「裏スジ」という用語自体がメディア上に登場したのは昭和中期の麻雀ブームの頃だという。浅見了は「曖昧な記憶で申し訳ないが」と前置きした上で、裏スジという用語が使われだしたのは昭和40年代半ば頃だったのではないか、と述べている。当時の文献の中には、裏スジのことを指して「裏面子」（ウラメンツ）と言っているものもある。

## 間四間
間四間（間四ケン、あいだよんけん）とは、「同色で4つ離れた数牌が切られている時の、その内側のスジ」のこと。すなわち「裏スジを共有しているスジ」のことである。上で使った例と同じ例を使うと、
捨て牌 
この捨て牌には間四ケンが2つある。
の裏スジでありの裏スジでもある
の裏スジでありの裏スジでもある
間四ケンが危険とされる理由は、基本的には裏スジが危険とされる理由と同じである。例えば手の内にとあった場合、手作りの進行に従ってとが切り出され、の形つまり受けが残る。最後までその部分が埋まらなかった場合は当然そこが待ちになる。についても言うと、手の内にもともととあった場合、そこから手牌を整理するにあたってまずが切り出されての形になり、引き続き受け入れのかぶっているペンチャン受けが切り出されて、最終的に手の内にはが残る。したがって、捨牌に並んでいるに対しが危険となる。以上が、間四ケンが危険とされるメカニズムである。
間四ケンは危険牌の代表格であるとされる。しかし、間四ケンが常に危険かと言うと、そうでない場合もある。まず、仮に上で述べた通りの牌の切り出しだったとしても、間四ケンの部分が先に完成してのリーチだったとしたら、当然間四ケンは通る。また、「偶然間四ケンになっているだけ」というパターンもある。例えば手の内にとあって、まずを引いて切り、次に他の部分との面子選択に迫られて、タンヤオのつかないを落とした、というパターンでも、河に並ぶのは同じく（あるいは）である。その場合、手の内に筒子は持っているが、筒子部分は完成しており、他の部分が待ちになっている。以上のように、間四ケンといえども当てになる時とならない時がある。
表記揺れ「間四軒」
なお、間四ケンを「間四軒」と書いている場合があるが、これは「二軒リーチ」「三軒リーチ」といった用語からの混同と考えられる。六間積みなどの用語に見られるように、麻雀でも空間的な広がりにつける単位は間である。とはいえ、「間四軒」も明らかな誤用と言えるほどの誤用ではない。

## またぎスジ
またぎスジ（跨ぎスジ）とは、文字通りある牌をまたぐスジのことである。
   ドラ表示牌 
捨て牌 
この例でいえば、まずリーチ宣言牌のまたぎはとである。あるいは、その前に切られているのまたぎはととである。また、ドラがで捨て牌に萬子が少なく、どちらかと言えば萬子を多めに持っているようにも見える。特にドラのまたぎスジは「ドラまたぎ」と呼ばれ、比較的危険度が高いとされる。逆に、早い段階で切られたのまたぎは比較的安全であるとされる。勿論あくまでそういう傾向があると言うだけで、序盤に切られた牌のまたぎが当たるケースもないわけではない。このあたりのことについては次節で詳述する。

## 序盤の裏スジ、中盤のまたぎスジ
序盤に切られた牌についてはその裏スジが危険で、中盤以降に切られた牌についてはそのまたぎスジが危険、という意味の麻雀格言である。麻雀格言には「早いリーチはイースー索」「東緑憑きもの」といった何の根拠もないものが多い中、「序盤の裏スジ、中盤のまたぎスジ」はある程度信憑性のある経験則に基づいている。以下に「序盤の裏スジ、中盤のまたぎスジ」ができる手作りの一例を挙げる。
（例）東1局、北家、ドラ表示牌 
 1巡目      
 2巡目      
 3巡目      
 4巡目      
 5巡目      
 6巡目      （一向聴）
 7巡目      （安全牌を抱えず、完全一向聴の形を維持）
 8巡目      （テンパイ、即リーチ）
特に目立った切り牌もなく、まったくの手なりである。東1局であることから点棒状況による縛りもなく、牌効率に従って道なりに作った結果、捨て牌と最終形は以下のようになる。
捨て牌 
最終形 
- 最終的な待ちは捨て牌の後半に切られているのまたぎ。
- 入り目は最後に切られた宣言牌のまたぎ。
- 一向聴になった時に引いた入り目は序盤に切られたの裏スジ。

まさに「序盤の裏スジ、中盤のまたぎスジ」の通りの捨て牌と手牌だが、これは別に例示のために作った牌姿だからこうなっているのではなく、手なりで手を進めれば必然的に「序盤の裏スジ、中盤のまたぎスジ」になる傾向が強くなるということである。すなわち手なりであればあるほど河は素直になり、「序盤の裏スジ、中盤のまたぎスジ」という判断材料が当てになる場合が多くなる。
もちろんこれもあくまで「当てになる場合が多い」というだけで、いつもいつも「序盤の裏スジ、中盤のまたぎスジ」通りになるわけではない。牌の来方によっては「中盤の裏スジ」が当たり牌になるケースも多く、場合によってはリーチ宣言牌の裏スジ（つまり最後に切られた牌の裏スジ）が当たりになることもある。逆に、比較的安全そうに見える「序盤のまたぎスジ」が当たりになっていることもある。以下に、同じような手なり派の打ち手でも、配牌やツモ牌の来方によっては「序盤の裏スジ、中盤のまたぎスジ」にならない例をあげておく。
（例）東1局、北家、ドラ表示牌 
 1巡目      
 2巡目      
 3巡目      
 4巡目      
 5巡目      
 6巡目      （一向聴）
 7巡目      （3-6索より北のほうが安全なので抱える）
 8巡目      （テンパイ、即リーチ）
最終形は同じでも、配牌がある程度整っていたり、ツモ牌の順番が違ったりするだけで、同じような手なりであるにもかかわらず上のケースとはまったく異なった捨牌相ができあがる。
捨て牌              上のケースの捨て牌 
最終形  （上のケースとほぼ同じ最終形）
- 最終的な待ちは序盤に切られたのまたぎ。

- 入り目は捨て牌とは無関係な。

- 一向聴になった時の入り目は6巡目に切られたのまたぎ。

上のケースで「序盤の裏スジ」だったは、このケースでは単なる余剰牌である。いずれにせよ、どのキー牌よりも先にが切られており、かつ、そのまたぎスジが当たり牌になっている。また、このケースでは引いた五筒が黒ではなく赤だった点も大きい。黒なら六筒をもう少し引っぱる可能性があるが、赤だからこそ赤が出てゆくことがないように早々との両門に固定している。
このように「序盤の裏スジ、中盤のまたぎスジ」が当てにならないケースもあるので、ある程度信憑性のある経験則といえども盲信しすぎるべきではない。

## 疝気スジ
疝気スジ（せんきすじ）とは、裏スジの裏スジに当たるスジのことである。
   ドラ表示牌 
捨て牌 
この捨て牌の場合、
の疝気スジは二筒の裏スジである
の疝気スジは三索の裏スジである
の疝気スジは八索の裏スジである
の疝気スジは四萬の裏スジである
の疝気スジは六筒の裏スジである
まず序盤に切られた牌の疝気スジについてだが、手の内にとを1枚ずつ持っていた場合、通常のメンツ手ならほぼ間違いなく一筒のほうが切られる。そののち四筒に三筒がくっつけば手の内にできるのはの形で、切られたの裏スジが受け入れになる。しかし三筒ではなく五筒のほうを引いてきた場合、手の内にできるのはの形で受け入れは、つまり切られたの疝気スジが受け入れになる。残した四筒に三筒がくっつくか五筒がくっつくかは半々の確率なので、序盤に切られた牌についてはその裏スジも疝気スジも同程度の危険度であると言える。
一方中盤以降に切られた牌の疝気スジについては、まず中盤以降までその牌を持っていたということは、その牌の近隣牌を手の内に持っている可能性が高い。ただし、その近隣牌が1つ隣りの牌なのか2つ隣りの牌なのか、またそれは何枚持ちなのか、どのような形で持っているか、といったことは、切り出しだけを見ても決定できない。また、裏スジの節でも述べたように、序盤からあった嵌張がようやく両門に振り替わったことで切られた牌かもしれない（つまりその場合は疝気スジではなく裏スジのほうが危険）。あるいはといった形からの両門に固定するために切り出された牌かもしれない（つまりその場合は疝気スジではなくまたぎスジのほうが危険）。したがって、中盤以降に切られた牌については、その裏スジが危険なのか、そのまたぎスジが危険なのか、その疝気スジが危険なのか、あるいは面子が完成したことで切られた余剰牌なのか、簡単には判断できない。
以下、参考までに「中盤に切られた牌の疝気スジ」が当たり目になっているケースを若干例挙げておく。ただしこれらもあくまで一例にすぎず、むしろ例示のようになっていないパターンのほうが圧倒的に多いということには重々留意されたし。
（例）の疝気スジが当たり目 - 隣接牌が雀頭
   ドラ表示牌 
捨て牌 
から切りで完全一向聴の形に受け、そのあとを引いてリーチ。
（例）の疝気スジが当たり目 - 隣接牌が暗刻
   ドラ表示牌 
捨て牌 
からが暗刻っての切り。そのあと筒子メンツが完成してリーチ。
（例）の疝気スジが当たり目 - 多門張
   ドラ表示牌 
捨て牌 
複合四門張で 待ち。つまり三萬の裏スジと疝気スジが両方当たり。入り目で即リーチ。
（例）宣言牌の疝気スジが当たり目 - エントツ形
   ドラ表示牌 
捨て牌 
の両嵌から引きで切り、そのあと索子メンツが完成して切りのエントツ形リーチ。
（例）宣言牌の疝気スジが当たり目 - 亜両門
   ドラ表示牌 
捨て牌 
嵌六筒でノミ手をテンパイしていたところに雀頭だったを引いて手変わり、高目三色の亜両門でリーチ。

## ドラスジ
ドラスジとは、文字通りドラを含むスジのことである。ドラスジが危険とされるメカニズムはいたって簡単で、多くの打ち手がドラの受け入れを積極的に嫌うことが少なく、場合によっては最後まで残るためである。
（例）ドラ雀頭の亜両門
              ドラ表示牌 
捨て牌 
ポンで切り、手出しのあとチーで切り、とは手出し、とをツモ切りしたあとポンで切り。
すなわち切りの時にの形でテンパイし、そのあと雀頭のを鳴いて待ちに受け変え。最後に切ったの疝気スジでもあるドラスジが当たり。
（例）ドラ含みのノベタン
   ドラ表示牌 
捨て牌 
雀頭ができないまま手なりでテンパイ。のノベタン。一旦この形を嫌ってしまうと、そのあとを引いてもドラのを引いても困るので、おそらくしばらくはこの形のまま膠着。
（例）ドラスジのドラではないほうで単騎待ち
   ドラ表示牌 
捨て牌 
タンピン志向で手を進めていたところ対子が増えてゆき、途中でタンヤオ七対子に方針転換。単騎か単騎かの選択で、ドラスジの単騎を選択した牌姿。巡目も熟してきており、八索単騎はダマに構えるならそれほど悪い待ちではない。
というのは、の形を持っている他家は、手が進めば必ずドラではないほうのを切る。あるいは、やと持っているところにドラのを引けば、かなりの確率でと振り変える。ドラは出てこないが、ドラスジのもう片方は出てきやすいという理屈。
しかし、場合によっては、相手の最終的なテンパイもまたドラスジの待ちになるケースがありうる。その場合、ドラスジ単騎に受けていた牌は相手がテンパイした瞬間にまさに「切り遅れ」の牌になり、それ以降は他の単騎に振り替えた瞬間にフリコミとなる。

## 暗刻スジ
暗刻スジ（あんこすじ）とは、自分が暗刻で持っている牌のスジのことである。自分が3枚あるいはそれ以上の枚数を固めて持っていることで、そのスジを受け入れる形を持っている他家はそのスジが最後まで引けず、結果としてそのスジが待ちになっている可能性が高い、という理屈で危険とされる。
（例）暗刻スジが危険に見えるケース
東家    ドラ表示牌 
東家の捨て牌 
西家    ツモ
東家の捨て牌を見ると、序盤に切られたとでドラまたぎの間四ケンができている。のスジは自分が5枚殺しており、ドラ表示牌にも1枚あるから、残りは2枚である。したがってを一枚はずして雀頭にするという選択肢は取りづらい。は4枚殺しているが、宣言牌のまたぎでの裏スジでもあり、やはり切りづらい。かといって切りの単騎に受けるのはあまりにも分が悪い。いずれにせよ広いテンパイに受けるならどの牌も切りづらい。しかし、片方が当たるなら当然もう片方は当たらない。そしてこれは重要なことだが、両方とも当たらない場合もまた多いのである。
たしかに親の手牌が下のような一向聴だったとしたら、とのどちらかが当たりになる。
東家    ツモ
東家の捨て牌 
しかし、下のような牌姿になっている可能性とて決して低くはない。下のいずれの牌姿であれ捨て牌は上のようになる。
東家    ツモ
切りリーチで待ち。は入り目かつ当たり目になりえたが、結果的にはもも当たらない。
東家    ツモ
嵌七筒の一盃口ドラ3でヤミテンに構えていたところを引いて手変わり、切りリーチでのエントツ形かつスジ引っかけの待ち。もも当たらない。
東家    ツモ
ドラ面子はとうに完成していて、萬子の三門張と筒子の両門で完全一向聴に構えていたところ引きでテンパイ。切りリーチで待ちはという形。やはりもも当たらない。
以上のように、暗刻スジは危なくないとは言わないが、その危険度はそれほど高いわけではない。自分が殺している暗刻スジとは無関係なところで他家が搭子を構えていることも多い（むしろそっちのほうが多い）からである。仮に自分の殺している暗刻スジが他家の受け入れになっていたとしても、そもそも1つのスジは全部で8枚ある。8枚のうち3枚程度を殺したところで、他家は残り5枚あるうちの1枚さえ引ければよいのだから、暗刻スジを相手の当たり牌だと決めつけるのは短絡的すぎる。むしろ、暗刻を持っているなら、その牌の4枚目が誰の手の内にあるのかということを読むほうがよほど有効である。
また、プロ雀士の堀内正人は2013年4月発行の著書の中で、「単なる無スジと暗刻スジの無スジを比較した場合、暗刻スジの無スジのほうが安全である」と述べている。例えば自分の手の内に
とあって、が場に1枚見えている場合、の筋は5枚見えている暗刻スジである。相手からヒントに乏しいリーチが掛かったとして、暗刻スジのと無スジののどちらが安全か比較する。このとき相手のリーチは、が4枚見えているため、
-  (ノベタン)
-  (単純三門張)
-  (エントツ三門張)

といった形でのリーチである可能性はゼロである。無論の単純リャンメンは大いにありうるし、エントツ形に関してはという逆の形がありうるが、ノベタンと単純三門張の形はありえない。これに対しのほうは、単純リャンメンをはじめノベタンや単純三門張やエントツ形など、より多くの形がありうる。つまり「待ちになるパターン」がより多いのほうが危険であり、のほうが安全であると言える、という論理である。堀内はこのことを「これまでの常識を覆す新セオリー」と述べている。ただしこれはあくまで理論的な話であり、堀内も同所で「ケースバイケースで対応すべき」と締めくくっている。